# 1534 în literatură
- 1533 în literatură — 1534 în literatură — 1535 în literatură

Anul 1534 în literatură a implicat o serie de evenimente semnificative. 

## Cărți noi
- François Rabelais publică Gargantua.

## Nașteri
- 19 martie: părintele José de Anchieta, misionar iezuit și scriitor spaniol, considerat primul scriitor brazilian de limbă portugheză (d. 1597).

## Decese
Format:1534